# Wybory parlamentarne w Monako w 2023 roku
Wybory parlamentarne w Monako w 2023 roku – 5 lutego 2023 r. w Monako odbyły się wybory powszechne. W ich wyniku zwycięstwo odniosła rządząca Monako Monakijska Unia Narodowa pod przewodnictwem Brigitte Boccone-Pagès , która zdobyła wszystkie 24 miejsca w Radzie Narodowej. Nowa rada została zaprzysiężona 16 lutego.

## Tło
W poprzednich wyborach w lutym 2018 r. lista Priorytetu Monako Stéphane'a Valeriego wygrała 21 z 24 miejsc, zdobywając ponad 57% głosów, przy czym partia ta zajęła wszystkie miejsca obsadzone większością głosów i pięć z ośmiu obsadzonych w drodze reprezentacji proporcjonalnej. Zajmujące drugie i trzecie miejsce Horyzont Monako i Unia Monakijska zdobyły odpowiednio dwa i jedno miejsce. 
Stéphane Valeri ogłosił swoje wycofanie się z życia politycznego we wrześniu 2022 r. Jego następczynią została wiceprzewodnicząca Rady Narodowej Brigitte Boccone-Pagès , która została pierwszą kobietą na stanowisku przewodniczącej Rady Narodowej. Miesiąc później ogłosiła połączenie partii Priorytet Monako, Horyzont Monako i Unia Monakijska w Monakijską Unię Narodową (UNM). 
Poseł Daniel Boéri, który opuścił Priorytet Monako w lipcu 2022 r., został jedynym opozycyjnym posłem po utworzeniu UNM. Następnie, 26 października 2022, założył partię Nowe pomysły dla Monako, która w wyborach w 2023 nie uzyskała żadnego miejsca w parlamencie. Kampania skupiała się na tematach ekologii i rozpoczęciu publicznej debaty na temat legalizacji aborcji. 

## System wyborczy
Wyborcy mogli wybrać listę partyjną lub kandydatów z różnych list (lista mieszana) na 24 miejsca. Wybranych zostaje 16 kandydatów z największą liczbą głosów (przy czym starszy kandydat rozstrzyga ewentualne remisy w głosach). Osiem pozostałych miejsc wybiera się z list zgodnie z systemem reprezentacji proporcjonalnej dla partii, które uzyskały co najmniej pięć procent głosów. 
| Nazwa | Nazwa | Nazwa | Nazwa                                               | Ideologia    | Pozycja       | Lider(zy)               | Ostatnie wybory | Ostatnie wybory | Przed wyborami |
| Nazwa | Nazwa | Nazwa | Nazwa                                               | Ideologia    | Pozycja       | Lider(zy)               | %               | Miejsca         | Przed wyborami |
| ----- | ----- | ----- | --------------------------------------------------- | ------------ | ------------- | ----------------------- | --------------- | --------------- | -------------- |
|       | UNM   | UNM   | Związek Narodowy Monako, Union Nationale Monégasque | Konserwatyzm | Prawicowy     | Brigitte Boccone-Strony | 100%            | 24 / 24         | 23 / 24        |
|       | NIM   | NIM   | Nowe pomysły na Monako Nowe pomysły na Monako       | Ekologia     | Środek-lewica | Daniel Boéri            | Nie istniało    | Nie istniało    | 1 / 24         |

## Wyniki
| Impreza                                     | Impreza                           | Głosy  | %      | Miejsca | +/–  |
| ------------------------------------------- | --------------------------------- | ------ | ------ | ------- | ---- |
|                                             | Związek Narodowy Monako           | 72 602 | 89,63  | 24      | 0    |
|                                             | Nowe pomysły dla Monako           | 8,401  | 10.37  | 0       | Nowy |
| Całkowity                                   | Całkowity                         | 81 003 | 100,00 | 24      | 0    |
|                                             |                                   |        |        |         |      |
| Ważne głosy                                 | Ważne głosy                       | 3,948  | 90,80  |         |      |
| Głosy nieważne                              | Głosy nieważne                    | 254    | 5,84   |         |      |
| Puste głosy                                 | Puste głosy                       | 146    | 3.36   |         |      |
| Łączna liczba głosów                        | Łączna liczba głosów              | 4348   | 100,00 |         |      |
| Zarejestrowani wyborcy/frekwencja           | Zarejestrowani wyborcy/frekwencja | 7,594  | 57,26  |         |      |
| Źródło: Journal de Monaco, Mairie de Monaco |                                   |        |        |         |      |

### Według kandydata
| Lista                                       | Lista                   | Kandydaci               | Głosy | Łączna liczba głosów | %     | Miejsca |
| ------------------------------------------- | ----------------------- | ----------------------- | ----- | -------------------- | ----- | ------- |
|                                             | Związek Narodowy Monako | Nathalie Amoratti-Blanc | 3,164 | 72 602               | 89,63 | 24      |
| Baltazar Seydoux                            | Związek Narodowy Monako | 3,131                   |       | 72 602               | 89,63 | 24      |
| Christine Pasquier-Ciulla                   | Związek Narodowy Monako | 3,122                   |       | 72 602               | 89,63 | 24      |
| Régis Bergonzi                              | Związek Narodowy Monako | 3,116                   |       | 72 602               | 89,63 | 24      |
| Jean-Louis Grinda                           | Związek Narodowy Monako | 3,116                   |       | 72 602               | 89,63 | 24      |
| Fabrice Notari                              | Związek Narodowy Monako | 3,116                   |       | 72 602               | 89,63 | 24      |
| Franck Julien                               | Związek Narodowy Monako | 3,105                   |       | 72 602               | 89,63 | 24      |
| Matylda Le Clerc                            | Związek Narodowy Monako | 3,086                   |       | 72 602               | 89,63 | 24      |
| Beatrycze Fresko-Rolfo                      | Związek Narodowy Monako | 3,077                   |       | 72 602               | 89,63 | 24      |
| Jadeitowa Aureglia Morgane                  | Związek Narodowy Monako | 3,064                   |       | 72 602               | 89,63 | 24      |
| Nicolas Croesi                              | Związek Narodowy Monako | 3,045                   |       | 72 602               | 89,63 | 24      |
| Corinne Bertani                             | Związek Narodowy Monako | 3,037                   |       | 72 602               | 89,63 | 24      |
| Franck Lobono                               | Związek Narodowy Monako | 3,019                   |       | 72 602               | 89,63 | 24      |
| Tomasz Brezzo                               | Związek Narodowy Monako | 3,016                   |       | 72 602               | 89,63 | 24      |
| Brigitte Boccone-Strony                     | Związek Narodowy Monako | 3,002                   |       | 72 602               | 89,63 | 24      |
| Christophe Brico                            | Związek Narodowy Monako | 2,996                   |       | 72 602               | 89,63 | 24      |
| Marie-Noëlle Gibelli                        | Związek Narodowy Monako | 2,975                   |       | 72 602               | 89,63 | 24      |
| Marynarz Grisoul                            | Związek Narodowy Monako | 2,949                   |       | 72 602               | 89,63 | 24      |
| Maryse Battaglia                            | Związek Narodowy Monako | 2,931                   |       | 72 602               | 89,63 | 24      |
| Karen Aliprendi                             | Związek Narodowy Monako | 2,928                   |       | 72 602               | 89,63 | 24      |
| Roland Mouflard                             | Związek Narodowy Monako | 2,927                   |       | 72 602               | 89,63 | 24      |
| Mikaël Palmaro                              | Związek Narodowy Monako | 2,917                   |       | 72 602               | 89,63 | 24      |
| Róża Guillaume'a                            | Związek Narodowy Monako | 2,903                   |       | 72 602               | 89,63 | 24      |
| Philippe Brunner                            | Związek Narodowy Monako | 2860                    |       | 72 602               | 89,63 | 24      |
|                                             | Nowe pomysły dla Monako | Jean-Charles Tonelli    | 770   | 8,401                | 10.37 | 0       |
| Daniel Boéri                                | Nowe pomysły dla Monako | 731                     |       | 8,401                | 10.37 | 0       |
| Juliette Rapaire                            | Nowe pomysły dla Monako | 706                     |       | 8,401                | 10.37 | 0       |
| Jean-Michel Rapaire                         | Nowe pomysły dla Monako | 664                     |       | 8,401                | 10.37 | 0       |
| Valerie Laugier                             | Nowe pomysły dla Monako | 601                     |       | 8,401                | 10.37 | 0       |
| Sébastien Lambla                            | Nowe pomysły dla Monako | 594                     |       | 8,401                | 10.37 | 0       |
| Jean L'Herbon de Lussats                    | Nowe pomysły dla Monako | 568                     |       | 8,401                | 10.37 | 0       |
| Ana Crovetto                                | Nowe pomysły dla Monako | 560                     |       | 8,401                | 10.37 | 0       |
| Pierre Dick                                 | Nowe pomysły dla Monako | 552                     |       | 8,401                | 10.37 | 0       |
| Gaylord Crovetto                            | Nowe pomysły dla Monako | 550                     |       | 8,401                | 10.37 | 0       |
| Eric Battaglia                              | Nowe pomysły dla Monako | 542                     |       | 8,401                | 10.37 | 0       |
| Jean-Charles Grassi                         | Nowe pomysły dla Monako | 540                     |       | 8,401                | 10.37 | 0       |
| Marc Giacone                                | Nowe pomysły dla Monako | 517                     |       | 8,401                | 10.37 | 0       |
| Hanny Leuenberger                           | Nowe pomysły dla Monako | 506                     |       | 8,401                | 10.37 | 0       |
| Źródło: Journal de Monaco, Mairie de Monaco |                         |                         |       |                      |       |         |

### Analiza
Wybory wygrała Monako Narodowa Unia, która uzyskała prawie 90% głosów i zdobyła wszystkie 24 miejsca w radzie. Było to największe zwycięstwo od czasu zwycięstwa Narodowej i Demokratycznej Unii w 1988 r., przed utworzeniem innej centroprawicowej partii Narodowej Akcji Postępowej w 1993 r. Mandat ustępującej przewodniczącej Rady Narodowej, Brigitte Boccone-Pagès, został w dużej mierze odnowiony. Fuzja partii wybranych w 2018 r. w UNM doprowadziła do względnego braku zainteresowania wyborców głosowaniem. Przy 749 mniej wyborcach niż pięć lat wcześniej, pomimo wzrostu liczby wyborców zarejestrowanych na listach o 349, frekwencja wyborcza spadła o 13 punktów, spadając z 70,35% do 57,26%. 